# Unnode

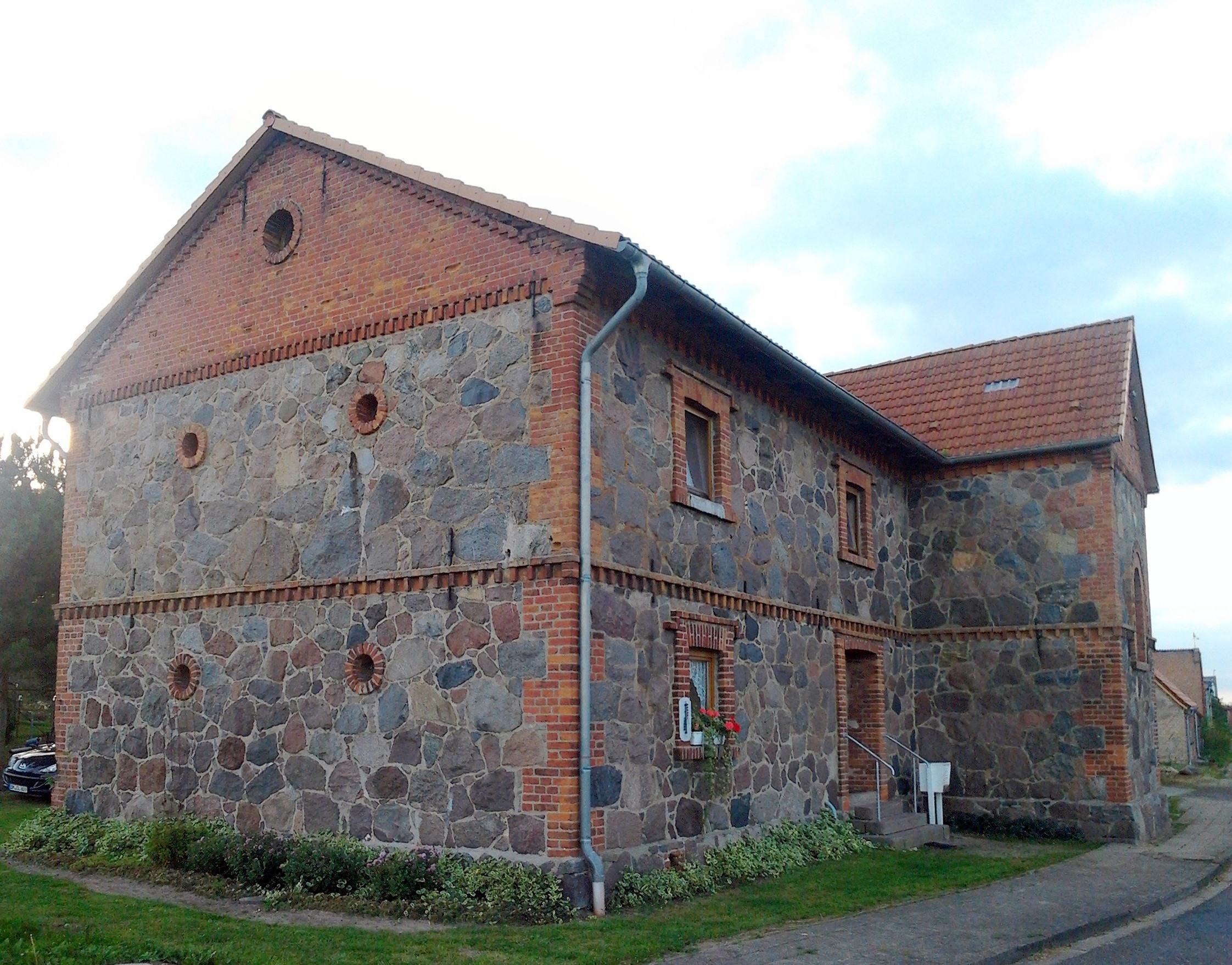
Feldsteinhaus in Unnode

Unnode ist ein Ortsteil der Gemeinde Kruckow in Landkreis Vorpommern-Greifswald in Mecklenburg-Vorpommern. 

## Geografie
Unnode liegt 1,5 Kilometer nordöstlich von Kartlow und 9,5 Kilometer südwestlich von Jarmen.
Der Ort befindet sich in einer Senke südlich der Niederung des Kuckucksgrabens. Der Ort ist auf einer Stichstraße, die von der Kreisstraße zwischen Kartlow und Wilhelminenthal ausgeht, zu erreichen.

## Geschichte
Der Ort entstand 1820 durch die Aussiedlung von sieben Bauern aus Kartlow. Diese erfolgte durch den Gutsbesitzer Wichard Wilhelm von Heyden auf der Grundlage der Stein-Hardenbergschen Reformen, wobei die Bauern die Hälfte ihres Landbesitzes an den Gutsherren abtreten mussten, um von ihren Lasten und Dienstpflichten gegenüber diesem befreit zu werden. Die Aussiedlung diente dabei der Trennung (Separation) zwischen gutsherrlichem und bäuerlichen Besitz. 
Der Name des Ortes soll dabei auf die Antwort der Bauern auf die Frage zurückgehen, ob sie mit der Wahl des neuen Ortes einverstanden wären. Die Antwort lautete „Ja Herr, un node!“ (niederdeutsch: ohne Not, ungern). 
In der ersten Hälfte des 19. Jahrhunderts kaufte Woldemar von Heyden-Kartlow einen der Unnoder Bauernhöfe auf. Ein zweiter kam nach 1850 in seinen Besitz. Auf einem weiteren Grundstück stiftete er das sogenannte „Hospital“, „in welchem 6 ganze und 6 halbe Familien in ihrem Alter versorgt werden sollen“, in der damaligen Zeit eine Ausnahmeerscheinung. Neben Alten und Invaliden wurden in dem für 2.713 Taler errichteten Gebäude auch Gutsarbeiter untergebracht. Es befindet sich links am Ortseingang und ist bis heute bewohnt. Dem „Hospital“ gegenüber befindet sich das ehemalige Kartlower Pfarrhaus, ein Fachwerkbau der 1846 in Kartlow abgetragen und in Unnode wieder aufgebaut wurde. Das Gebäude, in dem früher drei Landarbeiterfamilien wohnten, ist heute stark sanierungsbedürftig.
Um 1862 hatte Unnode 125 Einwohner, 1885 wurden 136 gezählt, 1969 waren es noch 79 und 1993 war die Einwohnerzahl auf 36 zurückgegangen.
Bis zum Zusammenschluss 1999 mit Kruckow war Unnode Ortsteil der Gemeinde Kartlow.

## Persönlichkeiten
- Rainer Tietböhl (* 1952 in Unnode), Landwirt und Bauernverbands-Präsident